# Parafia Matki Boskiej Częstochowskiej w Radoryżu Kościelnym
Parafia Matki Bożej Częstochowskiej w Radoryżu Kościelnym – parafia rzymskokatolicka w Radoryżu Kościelnym.

## Historia
Kościół powstał w 1552. Posiada księgi parafialne od 1700 r.
Pierwszy kościół, pod wezwaniem św. Jakuba Młodszego, drewniany, został sfinansowany i uposażony w 1588 r. przez Jana Czyszkowskiego. Początkowo była to świątynia filialna parafii w Tuchowiczu, a staraniom o utworzenie niezależnej parafii sprzeciwiał tamtejszy pleban obawiający się utraty dochodów. Dopiero komisja biskupia z Krakowa (Ziemia łukowska podlegała archidiecezji krakowskiej) rozstrzygnęła spór na korzyść Czyszkowskiego. Parafia obejmowała wsie będące jego własnością – Fiukówkę, Kożuchówkę, Krzywdę i Radoryż. Akt erekcyjny podpisał biskup Piotr Myszkowski 20 sierpnia 1588 r.
Drugi kościół, również drewniany, został ufundowany w 1735 r. przez Krzysztofa Jezierskiego, starostę grodeckiego. O budowli wiadomo, że był to budynek z drewna sosnowego, jednonawowy, o wymiarach (15,5 × 6) m i wysokości 6 m, z prezbiterium, chórem, zakrystią i dwiema kruchtami. Dach zdobiła sygnaturka o wysokości 3,5 m z krzyżem. Wewnątrz znajdował się m.in. ołtarz z obrazem przedstawiającym patrona kościoła, 2 boczne ołtarze, 2 konfesjonały i 8 ławek.
Kościół ten od roku 1915 (rozpoczęcie użytkowania obecnej świątyni) do 1923 był nieużywany. Początkowo wspólnota parafialna zamierzała go sprzedać, jednak władze wojewódzkie zabroniły rozbiórki zabytku. Dopiero w 1925 roku ruina została rozebrana, a pozyskane z niej materiały sprzedane pewnemu rolnikowi z Okrzei, który wzniósł z nich zabudowania gospodarcze. Ołtarz nabyła parafia z Wandowa (nie zachował się).
Plany budowy kolejnego kościoła pojawiły się już w roku 1876. Jednak z powodu różnych sporów (m.in. co do usytuowania nowej świątyni) budowę rozpoczęto, staraniem księdza Józefa Szyszko, dopiero 25 lipca 1908 roku. Grunt ofiarowali Władysław Holnicki-Szulc i Jakub Kot. 8 grudnia 1915 roku ks. Feliks Majewski, dziekan łukowski, uroczyście pobłogosławił nową świątynię.

## Współczesność
Obecny murowany kościół parafialny nosi wezwanie Matki Boskiej Częstochowskiej. Jest to świątynia w stylu neogotyckim, trójnawowa, z prezbiterium, boczną kaplicą i zakrystią. Ołtarz główny nawiązuje stylem do gotyku; głównym elementem jest obraz patronki. Na ołtarzu znajdują się także 3 drewniane posągi autorstwa Juliana Barwickiego z roku 1942 – św. Jana Ewangelisty, św. Anny i św. Jakuba Apostoła. W mensie umieszczone są relikwie św. Justyna Męczennika i św. Tymoteusza.
Dach świątyni kryty jest blachą miedzianą, natomiast podłoga wyłożona jest kwadratowymi płytkami terakotowymi w czterech kolorach. Wieża położona nad głównym przedsionkiem ma przekrój ośmiokątny. Wymiary budowli to (37 × 15,5) m, wysokość – 45 m. Zainstalowane jest ogrzewanie nawiewne.
W roku 1943 boczne ołtarze, prawdopodobnie pochodzące z poprzedniego kościoła, zostały wymienione na nowe, w stylu ołtarza głównego.
Obok kościoła stoi dzwonnica z dwoma dzwonami: większym, z roku 1598, i mniejszym, z roku 1625; za ceglanym murem znajdują się dwie plebanie i budynek gospodarczy, a nieco dalej – duży cmentarz parafialny.
Proboszczowie:
- od marca 1905 – Józef Szyszko (*1870, †1919)
- od lipca 1910 – Bolesław Włodkowski (*1880, †?)
- od maja 1932 – Jan Kłopotek (*1884, †1964)
- od września 1946 – Bolesła Krępla (*1907, †?)
- od września 1951 – Stefan Kosmulski (*1891, †1957)
- od czerwca 1956 – Tadeusz Kaszyński (*1905, †1981)
- od kwietnia 1958 – Wojciech Pogorzelski (*1918, †?)
- od maja 1970 – Jan Socha (*1905, †?)
- od listopada 1976 – Stanisław Kurek (*1934)
- od marca 1985 – Wiesław Michalik (*1935)
- od sierpnia 1994 – Jan Grochowski (*1950)
- od lipca 2004 – Franciszek Hołda (*1939, †2013)[5]
- od sierpnia 2009 – Mieczysław Milczarczyk (*1951)
- od lipca 2021 – Zbigniew Daniluk[6]

Parafia obejmuje miejscowości: Radoryż Kościelny, Drożdżak (od 1 lipca 1964), Fiukówkę, Kożuchówkę, Krzywdę, Laski, Nowy Patok, Radoryż Smolany, Stary Patok i Wielgolas.

## Galeria

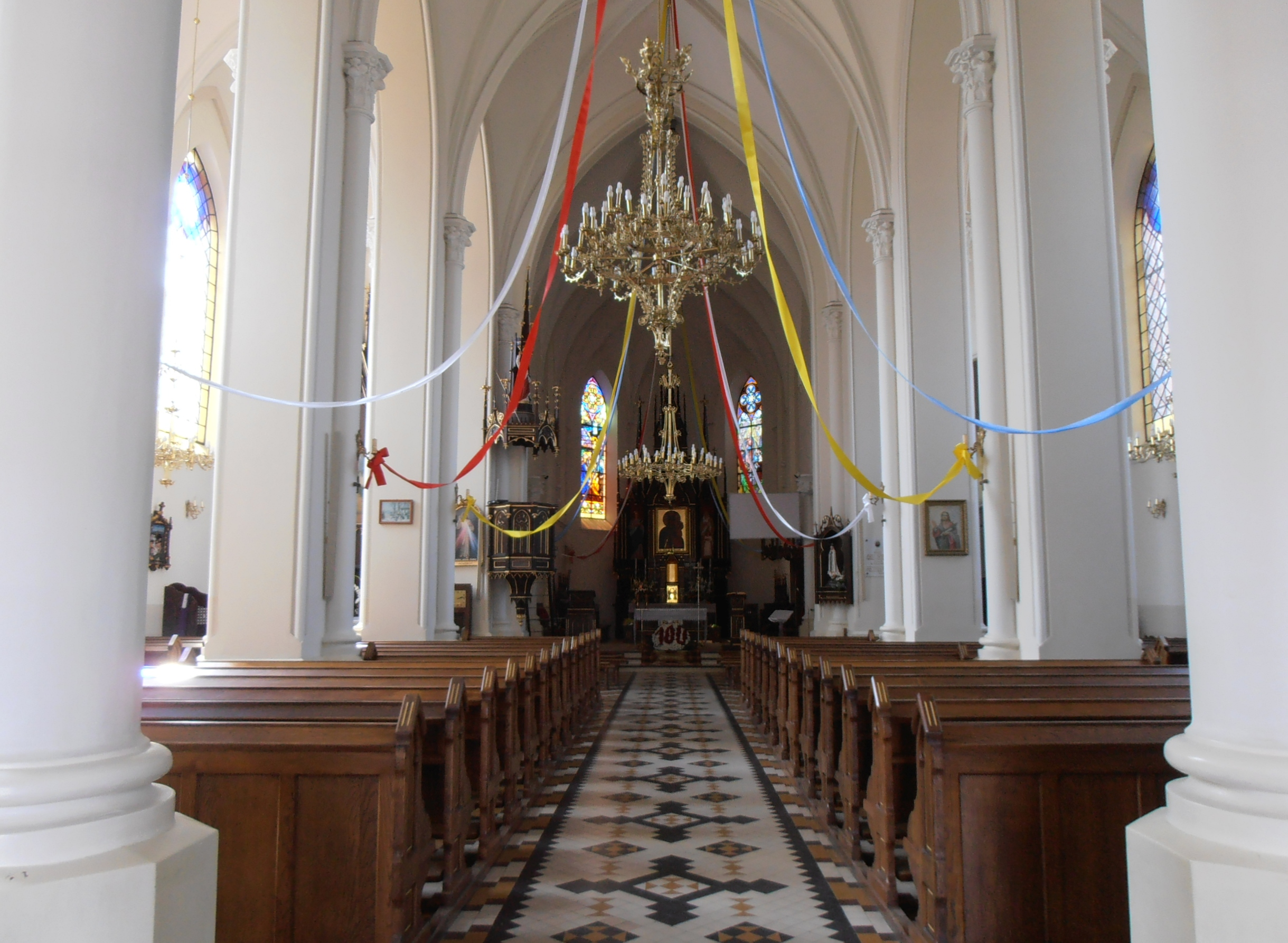
Wnętrze świątyni
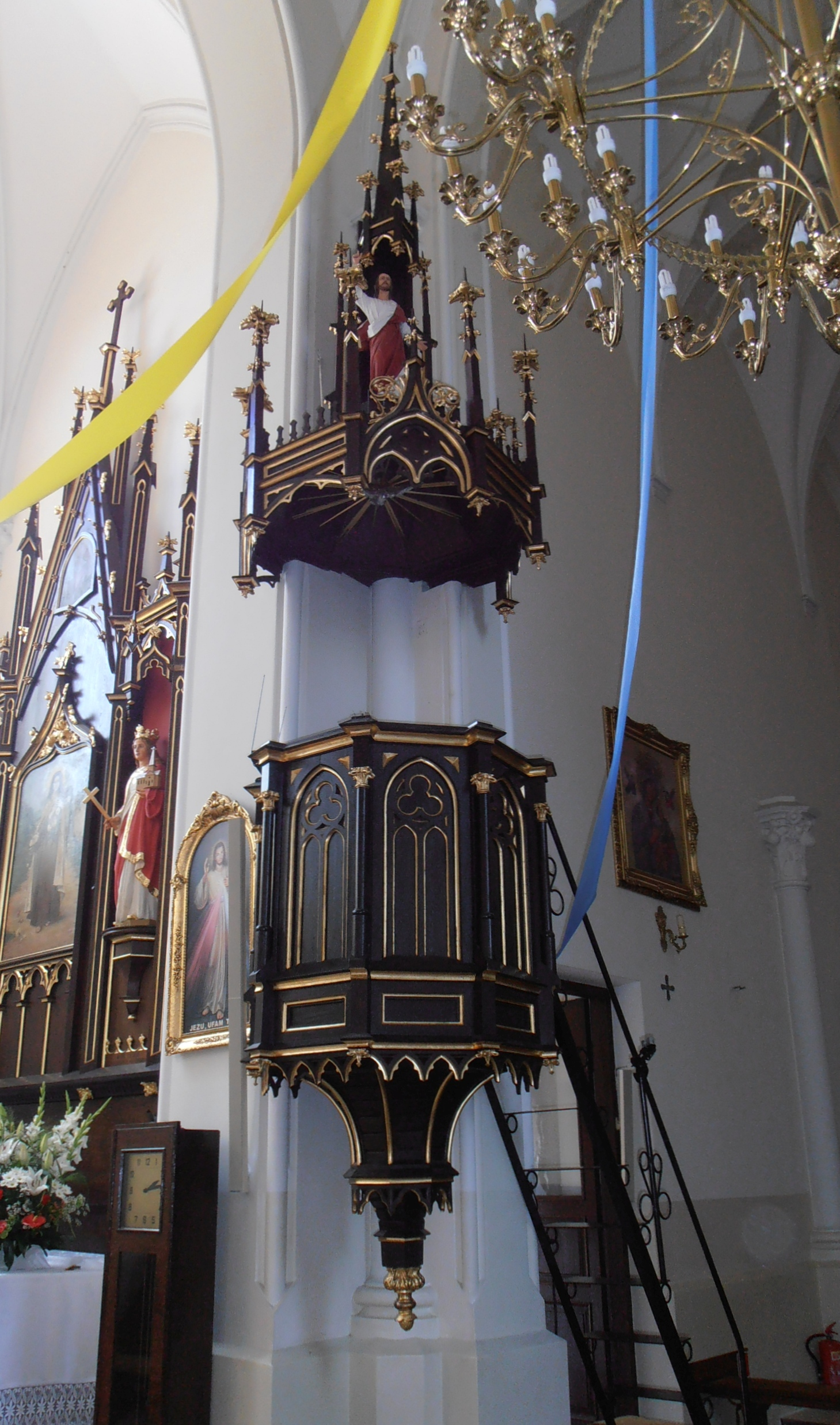
Ambona
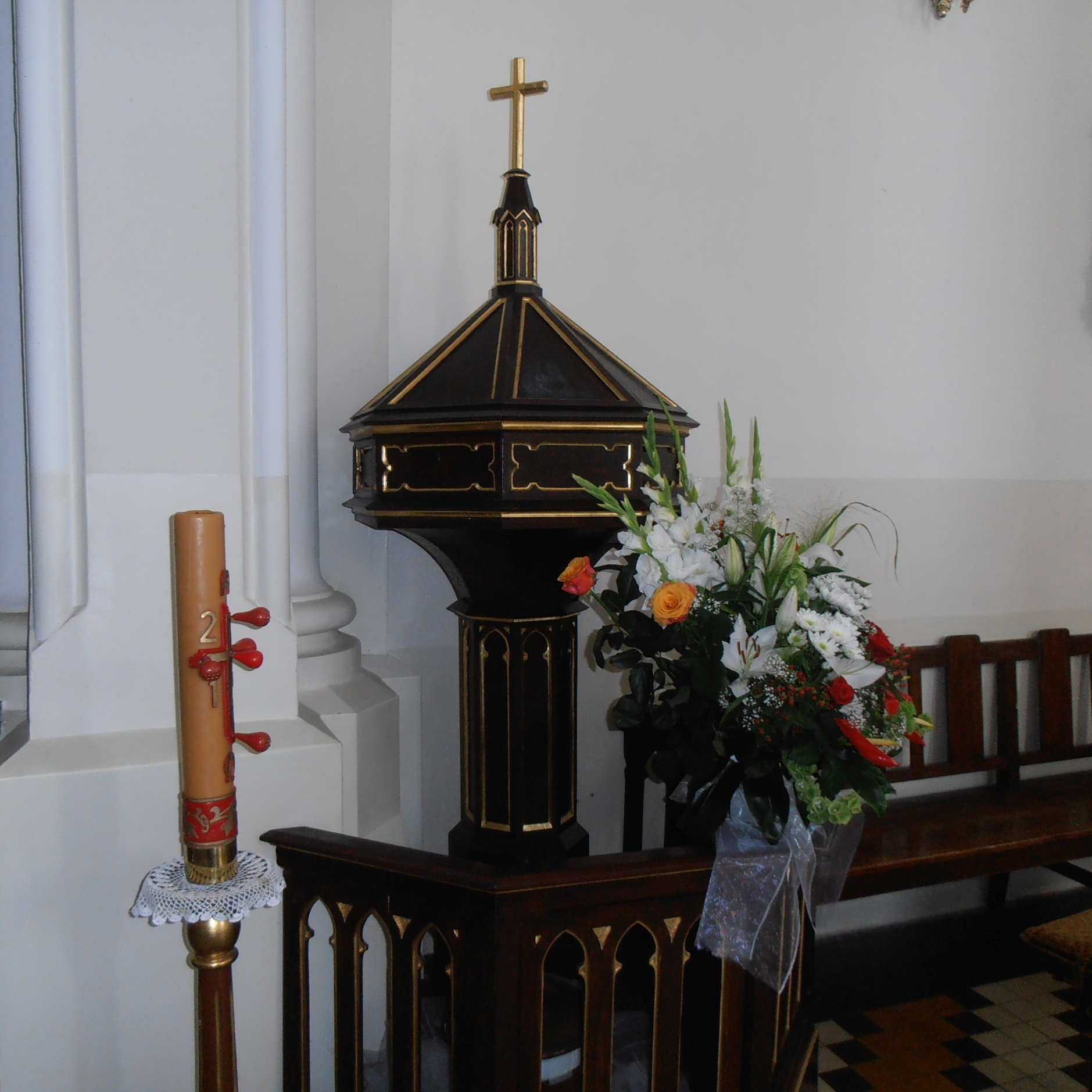
Chrzcielnica
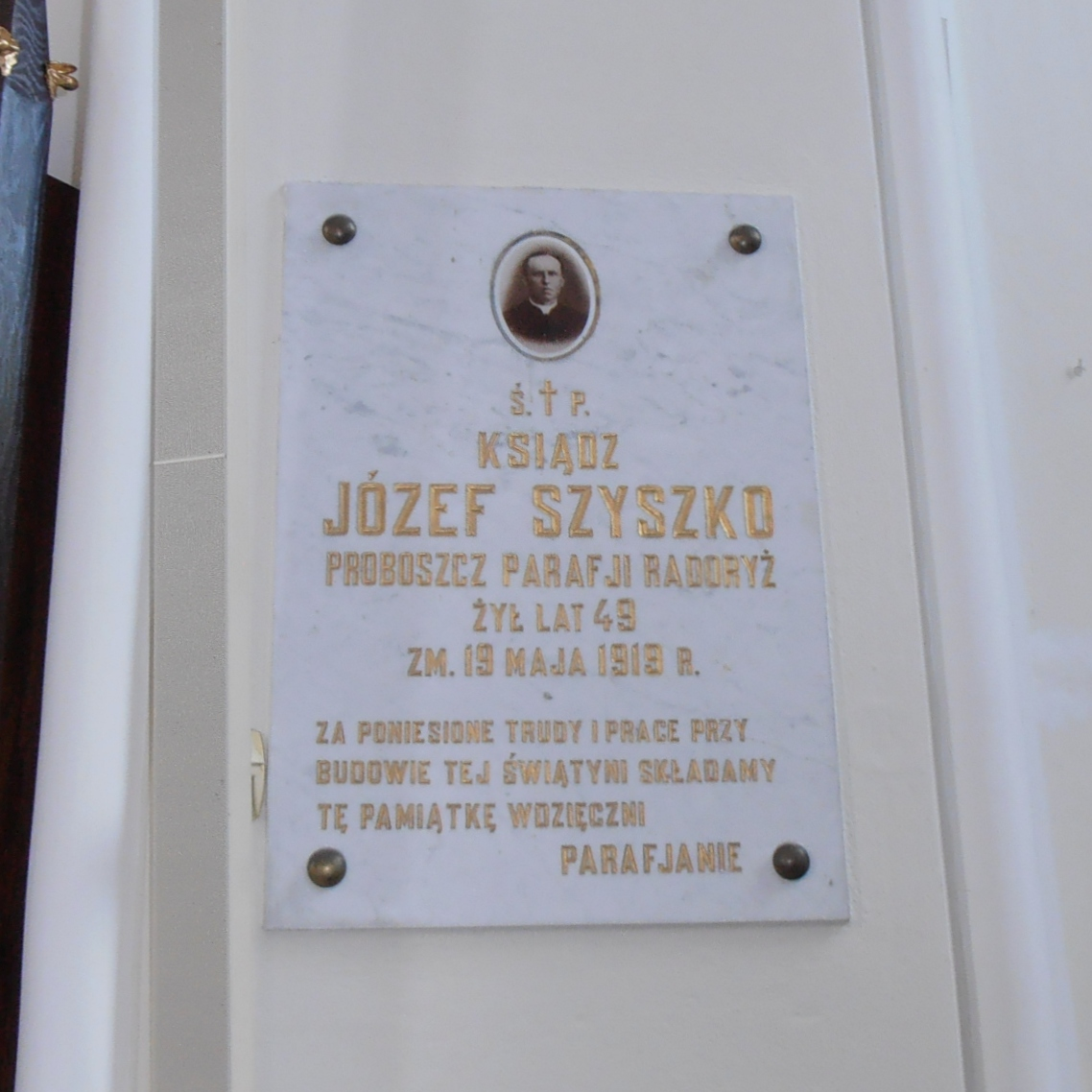
Pamięci ks. Józefa Szyszko budowniczego kościoła
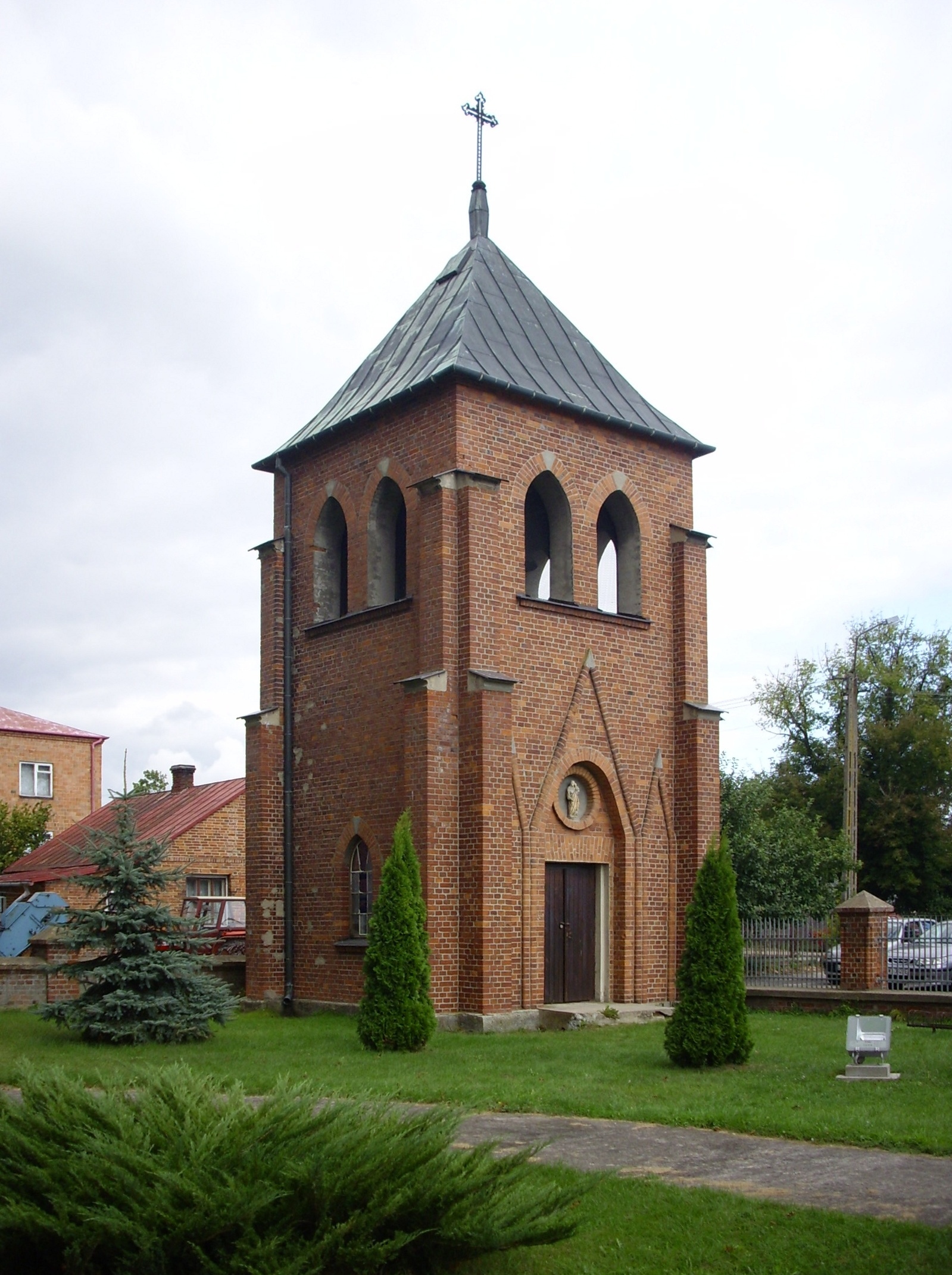
Dzwonnica